# Hyphessobrycon amandae
Hyphessobrycon amandae é uma espécie de peixe da família dos caracídeos e da ordem dos caraciformes. Os machos podem alcançar 2 cm de comprimento.
Vivem em áreas de clima tropical, entre 24°C e 28°C de temperatura. São encontrados na América do Sul, mais especificamente, na bacia do rio Araguaia, no Brasil.